# Cagliari Calcio 1975-1976
Questa voce raccoglie le informazioni riguardanti il Cagliari Calcio nelle competizioni ufficiali della stagione 1975-1976.

## Stagione
Dopo dodici stagioni di massima serie in questa amara stagione 1975-1976 il Cagliari ritorna in Serie B.
Si ammaina anche una bandiera, quella del fortissimo centrocampista brasiliano Nenè presente in queste dodici stagioni nelle file rossoblù, con 390 presenze ufficiali, di cui 311 nella massima serie: la sua ultima gara giocata con la maglia del Cagliari è quella del 4 aprile 1976, un pareggio esterno per 0-0 contro il Cesena.
Lo scudetto è stato vinto dal Torino con 45 punti, davanti alla Juventus con 43 punti, terzo il Milan con 38 punti. Con i sardi ultimi con 19 punti, retrocedono il Como con 21 punti e l'Ascoli con 23 punti.
L'inizio della stagione è disastroso, nessuna vittoria nel girone 7 di Coppa Italia, undici partite senza vittorie in campionato ed ultimo posto con 6 punti al termine del girone di andata. Nel girone di ritorno il Cagliari raccoglie 13 punti, non male, ma non bastano per mantenere la categoria. Nel girone di ritorno la squadra sarda deve rinunciare al suo totem Luigi Riva che si infortuna gravemente al Sant'Elia nell'ultima di andata contro il Milan, per lui stagione finita con grande anticipo, nelle prime 14 giornate aveva realizzato 6 reti. 
Il 7 dicembre viene esonerato l'allenatore Luis Suarez che non aveva raccolto nessuna vittoria in dodici partite, otto di campionato e quattro di Coppa Italia, per sostituirlo si adotta una soluzione interna dando l'incarico a Mario Tiddia allenatore in seconda ed ex roccioso difensore rossoblù.
Il migliore in questa pessima annata è stato il centrocampista Fernando Viola.

## Rosa
| N. |                   | Ruolo | Calciatore         |
| -- | ----------------- | ----- | ------------------ |
|    | Italia (bandiera) | P     | Sergio Buso        |
|    | Italia (bandiera) | P     | Renato Copparoni   |
|    | Italia (bandiera) | P     | William Vecchi     |
|    | Italia (bandiera) | D     | Costantino Idini   |
|    | Italia (bandiera) | D     | Oreste Lamagni     |
|    | Italia (bandiera) | D     | Silvio Longobucco  |
|    | Italia (bandiera) | D     | Alberto Mantovani  |
|    | Italia (bandiera) | D     | Comunardo Niccolai |
|    | Italia (bandiera) | D     | Renato Roffi       |
|    | Italia (bandiera) | D     | Giuseppe Tomasini  |
|    | Italia (bandiera) | D     | Mario Valeri       |
|    | Italia (bandiera) | C     | Mario Brugnera     |

| N. |                    | Ruolo | Calciatore          |
| -- | ------------------ | ----- | ------------------- |
|    | Italia (bandiera)  | C     | Cesare Butti        |
|    | Italia (bandiera)  | C     | Vito Graziani       |
|    | Italia (bandiera)  | C     | Ivan Gregori        |
|    | Italia (bandiera)  | C     | Roberto Leschio     |
|    | Brasile (bandiera) | C     | Nené (capitano)     |
|    | Italia (bandiera)  | C     | Roberto Quagliozzi  |
|    | Italia (bandiera)  | C     | Fernando Viola      |
|    | Italia (bandiera)  | A     | Desiderio Marchesi  |
|    | Italia (bandiera)  | A     | Luigi Piras         |
|    | Italia (bandiera)  | A     | Gigi Riva           |
|    | Italia (bandiera)  | A     | Pietro Paolo Virdis |

## Calciomercato
| Acquisti         | Acquisti           | Acquisti | Acquisti      |
| R.               | Nome               | da       | Modalità      |
| ---------------- | ------------------ | -------- | ------------- |
| P                | Sergio Buso        | Bologna  | definitivo    |
| D                | Silvio Longobucco  | Juventus | definitivo    |
| C                | Mario Brugnera     | Bologna  | definitivo    |
| C                | Fernando Viola     | Juventus | definitivo    |
| A                | Desiderio Marchesi | Pescara  | definitivo    |
| Altre operazioni |                    |          |               |
| R.               | Nome               | da       | Modalità      |
| D                | Oreste Lamagni     | Torres   | fine prestito |
| D                | Alberto Mantovani  | Parma    | definitivo    |

| Cessioni | Cessioni          | Cessioni | Cessioni      |
| R.       | Nome              | a        | Modalità      |
| -------- | ----------------- | -------- | ------------- |
| D        | Riccardo Dessì    |          | fine carriera |
| D        | Eraldo Mancin     | Pescara  | definitivo    |
| C        | Ottavio Bianchi   | SPAL     | definitivo    |
| C        | Cesare Poli       |          | fine carriera |
| A        | Sergio Gori       | Juventus | definitivo    |
| A        | Adriano Novellini | Palermo  | definitivo    |

## Risultati

### Serie A

#### Girone di andata
| Arbitro: | Casarin (Milano) |

|                |           |           |
| C. Petrini 50’ | Marcatori | 36’ Viola |

| Cagliari 12 ottobre 1975 2ª giornata | Cagliari          | 0 – 0 | Ascoli | Stadio Sant'Elia\| Arbitro: \| Bergamo (Livorno) \| |
| Arbitro:                             | Bergamo (Livorno) |       |        |                                                     |

| Arbitro: | Ciulli (Roma) |

|                |           |  |
| Boninsegna 80’ | Marcatori |  |

| Arbitro: | Barbaresco (Cormons) |

|  |           |             |
|  | Marcatori | 19’ S. Gori |

| Arbitro: | Pieri (Genova) |

|                               |           |          |
| Massa 46’ G. Savoldi 64’, 80’ | Marcatori | 19’ Riva |

| Arbitro: | R. Lattanzi (Roma) |

|                 |           |                              |
| Riva 45’ (rig.) | Marcatori | 66’ (rig.) Clerici 74’ Nanni |

| Cagliari 30 novembre 1975 7ª giornata | Cagliari            | 0 – 0 | Perugia | Stadio Sant'Elia\| Arbitro: \| Panzino (Catanzaro) \| |
| Arbitro:                              | Panzino (Catanzaro) |       |         |                                                       |

| Arbitro: | V. Lattanzi (Roma) |

|                          |           |          |
| Valente 27’ Saltutti 41’ | Marcatori | 40’ Riva |

| Arbitro: | Lapi (Firenze) |

|          |           |                        |
| Riva 49’ | Marcatori | 58’ Urban 76’ Zuccheri |

| Arbitro: | Gussoni (Tradate) |

|                                            |           |  |
| Garlaschelli 23’ Chinaglia 25’ D'Amico 44’ | Marcatori |  |

| Arbitro: | Benedetti (Roma) |

|                        |           |          |
| Macchi 29’ A. Moro 68’ | Marcatori | 27’ Riva |

| Arbitro: | Gialluisi (Barletta) |

|          |           |  |
| Riva 66’ | Marcatori |  |

| Cagliari 18 gennaio 1976 13ª giornata | Cagliari            | 0 – 0 | Torino | Stadio Sant'Elia\| Arbitro: \| Menicucci (Firenze) \| |
| Arbitro:                              | Menicucci (Firenze) |       |        |                                                       |

| Arbitro: | Vannucchi (Bologna) |

|                                          |           |  |
| Bresciani 60’ Antognoni 62’ Desolati 88’ | Marcatori |  |

| Arbitro: | Trinchieri (Reggio Emilia) |

|                  |           |                                         |
| Viola 83’ (rig.) | Marcatori | 47’, 78’ (rig.) E. Calloni 86’ Biasiolo |

#### Girone di ritorno
| Arbitro: | Casarin (Milano) |

|                   |           |                                                                  |
| Virdis 45’ (rig.) | Marcatori | 33’ Casaroli 37’, 64’ C. Petrini 70’ S. Pellegrini 86’ Negrisolo |

| Arbitro: | Lops (Torino) |

|           |           |                 |
| Silva 17’ | Marcatori | 85’ V. Graziani |

| Cagliari 22 febbraio 1976 18ª giornata | Cagliari           | 0 – 0 | Inter | Stadio Sant'Elia\| Arbitro: \| V. Lattanzi (Roma) \| |
| Arbitro:                               | V. Lattanzi (Roma) |       |       |                                                      |

| Arbitro: | Levrero (Genova) |

|                    |           |  |
| Damiani 35’ (rig.) | Marcatori |  |

| Arbitro: | Terpin (Trieste) |

|                |           |               |
| Quagliozzi 68’ | Marcatori | 43’ Orlandini |

| Bologna 14 marzo 1976 21ª giornata | Bologna         | 0 – 0 | Cagliari | Stadio Comunale\| Arbitro: \| Celli (Trieste) \| |
| Arbitro:                           | Celli (Trieste) |       |          |                                                  |

| Arbitro: | Pieri (Genova) |

|                                                  |           |            |
| Niccolai 11’ (aut.) Vannini 58’ Marchei 74’, 80’ | Marcatori | 32’ Virdis |

| Arbitro: | Gialluisi (Barletta) |

|                                                  |           |                                   |
| L. Piras 22’, 51’, 59’ Quagliozzi 25’ Virdis 31’ | Marcatori | 53’, 86’ Saltutti 90’ Magistrelli |

| Cesena 4 aprile 1976 24ª giornata | Cesena           | 0 – 0 | Cagliari | Stadio La Fiorita\| Arbitro: \| Falasca (Chieti) \| |
| Arbitro:                          | Falasca (Chieti) |       |          |                                                     |

| Arbitro: | Gussoni (Tradate) |

|                         |           |            |
| L. Piras 11’ Virdis 73’ | Marcatori | 52’ Wilson |

| Arbitro: | Ciacci (Firenze) |

|  |           |                              |
|  | Marcatori | 37’ (aut.) Roffi 76’ Franzot |

| Arbitro: | Barboni (Firenze) |

|                                        |           |  |
| Scanziani 36’ R. Rossi 43’ Iachini 85’ | Marcatori |  |

| Arbitro: | Lazzaroni (Milano) |

|                                                                    |           |             |
| Pecci 39’ F. Graziani 51’ Zaccarelli 57’ P. Pulici 79’, 82’ (rig.) | Marcatori | 70’ Leschio |

| Arbitro: | Terpin (Trieste) |

|                       |           |               |
| Leschio 43’ Viola 48’ | Marcatori | 45’ Bresciani |

| Arbitro: | Lapi (Firenze) |

|                             |           |                             |
| E. Calloni 23’ Chiarugi 83’ | Marcatori | 63’ Leschio 64’, 78’ Virdis |

### Coppa Italia

#### Primo turno
| Cagliari 27 agosto 1975 1ª giornata | Cagliari                    | 0 – 0 | Catania | Stadio Sant'Elia\| Arbitro: \| Esposito (Torre Annunziata) \| |
| Arbitro:                            | Esposito (Torre Annunziata) |       |         |                                                               |

| Arbitro: | Vannucchi (Bologna) |

|               |           |  |
| P. Pulici 69’ | Marcatori |  |

| Arbitro: | Barbaresco (Cormons) |

|             |           |           |
| Fiaschi 87’ | Marcatori | 11’ Viola |

| Arbitro: | R. Lattanzi (Roma) |

|           |           |                                             |
| Viola 55’ | Marcatori | 38’ (rig.) Mascetti 68’ A. Moro 89’ Busatta |

## Statistiche

### Statistiche di squadra
| Competizione | Punti | In casa | In casa | In casa | In casa | In casa | In casa | In trasferta | In trasferta | In trasferta | In trasferta | In trasferta | In trasferta | Totale | Totale | Totale | Totale | Totale | Totale | DR  |
| Competizione | Punti | G       | V       | N       | P       | Gf      | Gs      | G            | V            | N            | P            | Gf           | Gs           | G      | V      | N      | P      | Gf     | Gs     | DR  |
| ------------ | ----- | ------- | ------- | ------- | ------- | ------- | ------- | ------------ | ------------ | ------------ | ------------ | ------------ | ------------ | ------ | ------ | ------ | ------ | ------ | ------ | --- |
| Serie A      | 19    | 15      | 4       | 5       | 6       | 15      | 21      | 15           | 1            | 4            | 10           | 10           | 31           | 30     | 5      | 9      | 16     | 25     | 52     | -27 |
| Coppa Italia | -     | 2       | 0       | 1       | 1       | 1       | 3       | 2            | 0            | 1            | 1            | 2            | 5            | 4      | 0      | 2      | 2      | 2      | 5      | -3  |
| Totale       | -     | 17      | 4       | 6       | 7       | 16      | 24      | 17           | 1            | 5            | 11           | 12           | 36           | 34     | 5      | 11     | 18     | 27     | 57     | -30 |

### Statistiche dei giocatori
Durante la stagione vennero espulsi dal campo una sola volta Brugnera e Niccolai.
| Giocatore     | Serie A  | Serie A | Coppa Italia | Coppa Italia | Totale   | Totale |
| Giocatore     | Presenze | Reti    | Presenze     | Reti         | Presenze | Reti   |
| ------------- | -------- | ------- | ------------ | ------------ | -------- | ------ |
| M. Brugnera   | 12       | 0       | 1            | 0            | 13       | 0      |
| S. Buso       | 8        | -12     | 0            | 0            | 8        | -12    |
| C. Butti      | 24       | 0       | 1            | 0            | 25       | 0      |
| R. Copparoni  | 20       | -38     | 0            | 0            | 20       | -38    |
| V. Graziani   | 10       | 1       | 0            | 0            | 10       | 1      |
| I. Gregori    | 16       | 0       | 3            | 0            | 19       | 0      |
| C. Idini      | 2        | 0       | 0            | 0            | 2        | 0      |
| O. Lamagni    | 21       | 0       | 4            | 0            | 25       | 0      |
| R. Leschio    | 9        | 3       | 0            | 0            | 9        | 3      |
| S. Longobucco | 21       | 0       | 3            | 0            | 24       | 0      |
| A. Mantovani  | 11       | 0       | 1            | 0            | 12       | 0      |
| D. Marchesi   | 10       | 0       | 4            | 0            | 14       | 0      |
| Nenè          | 13       | 0       | 3            | 0            | 16       | 0      |
| C. Niccolai   | 19       | 0       | 1            | 0            | 20       | 0      |
| L. Piras      | 15       | 4       | 2            | 0            | 17       | 4      |
| R. Quagliozzi | 23       | 2       | 4            | 0            | 27       | 2      |
| G. Riva       | 15       | 6       | 2            | 0            | 17       | 6      |
| R. Roffi      | 25       | 0       | 0            | 0            | 25       | 0      |
| G. Tomasini   | 9        | 0       | 4            | 0            | 13       | 0      |
| M. Valeri     | 21       | 0       | 4            | 0            | 25       | 0      |
| W. Vecchi     | 3        | -2      | 4            | -5           | 7        | -7     |
| F. Viola      | 28       | 3       | 4            | 2            | 32       | 5      |
| P. Virdis     | 23       | 6       | 4            | 0            | 27       | 6      |